# 訃報 1970年10月
訃報 1970年10月（ふほう 1970ねん10がつ）では、1970年（昭和45年）10月中に物故した、又は物故が報じられた人物についてまとめる。

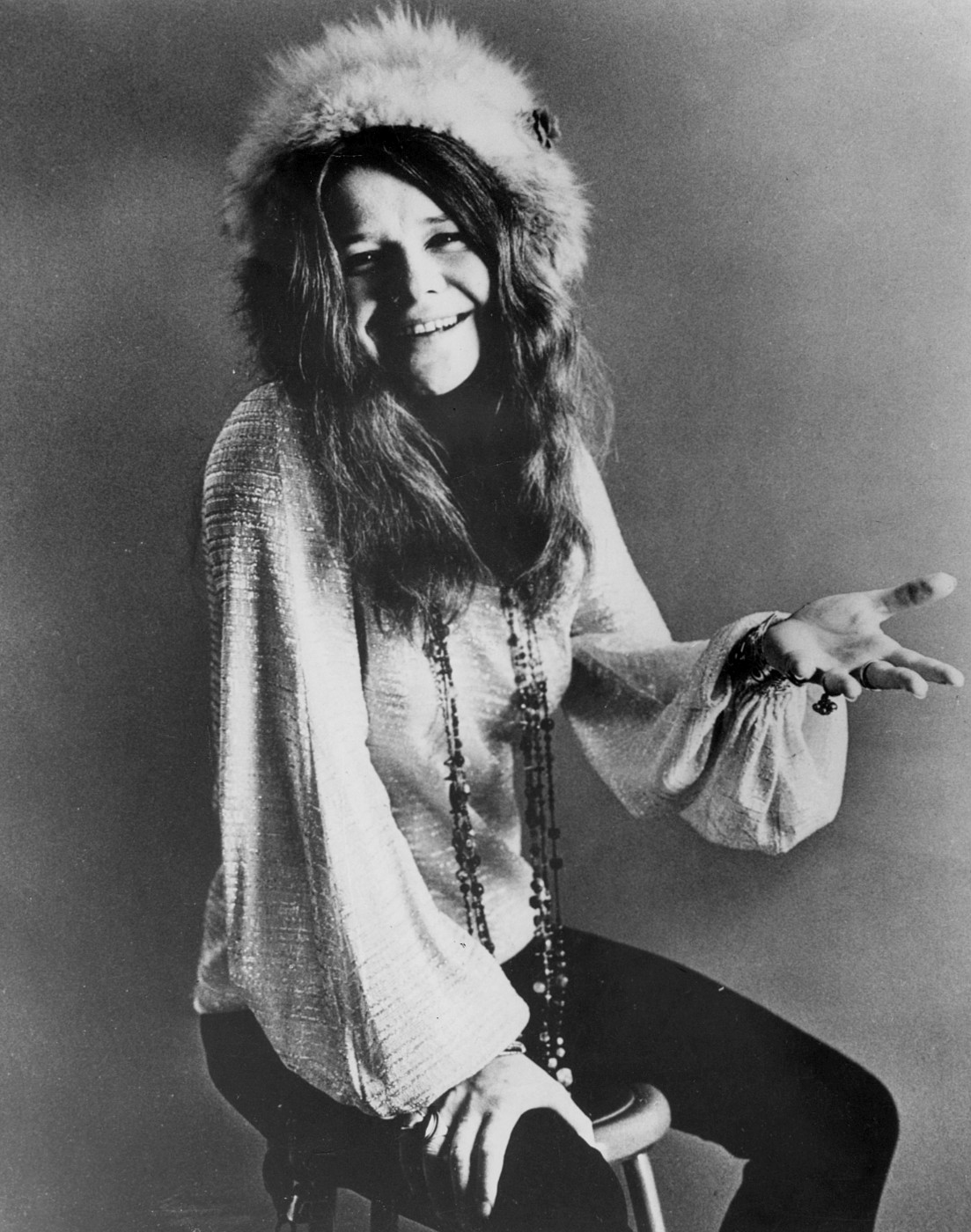
ジャニス・ジョプリン / 10月4日没

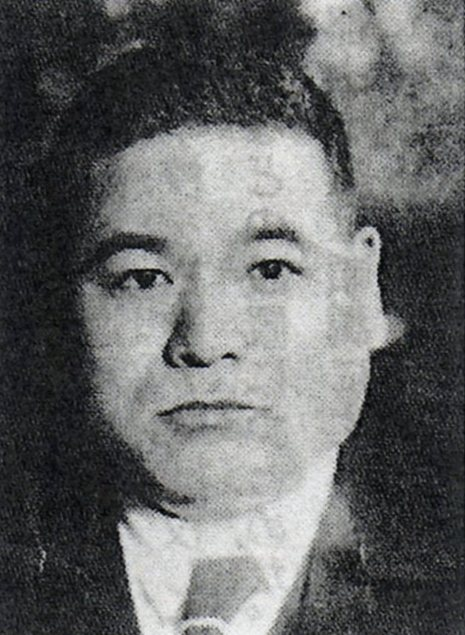
村井八郎 / 10月11日没

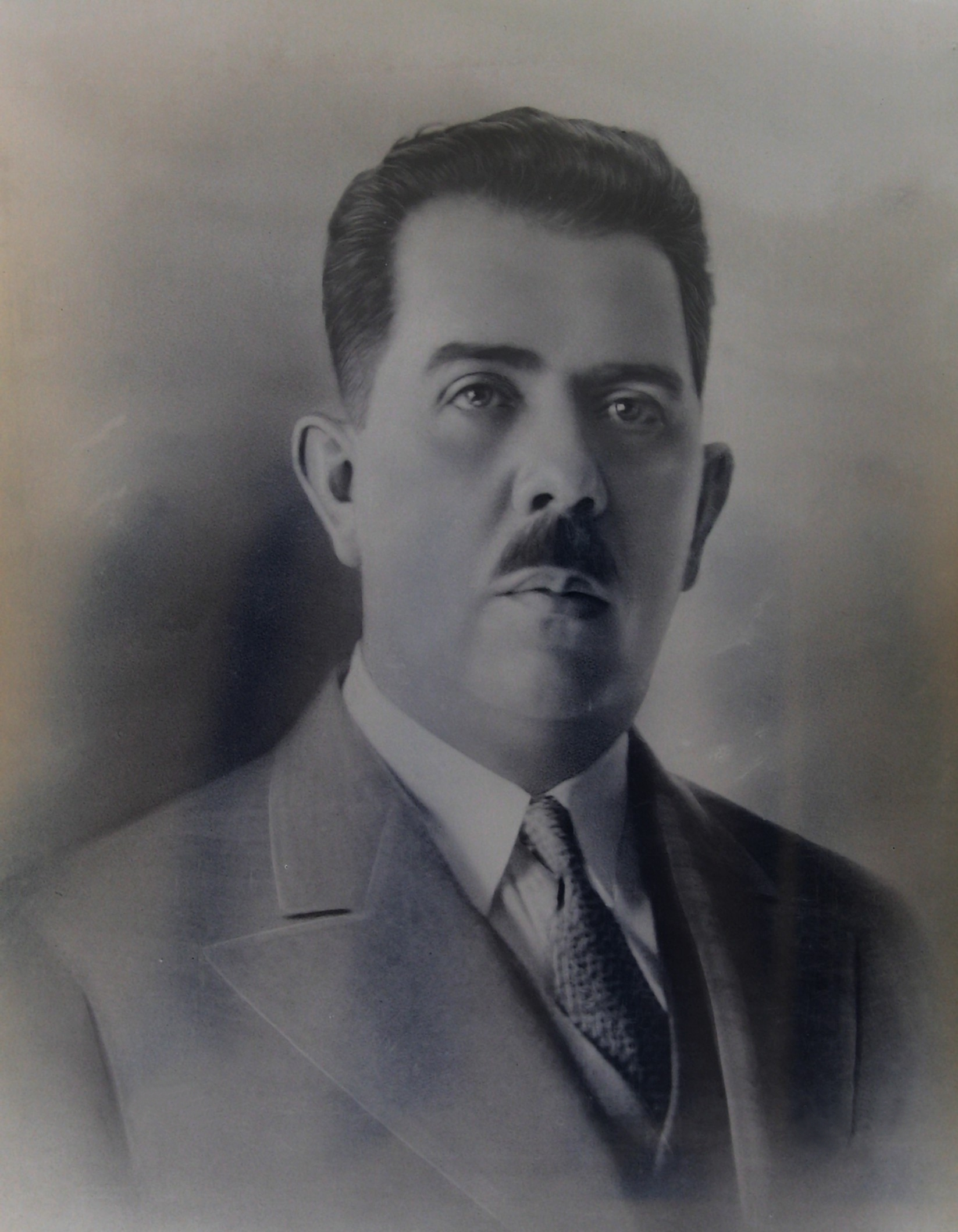
ラサロ・カルデナス / 10月19日没

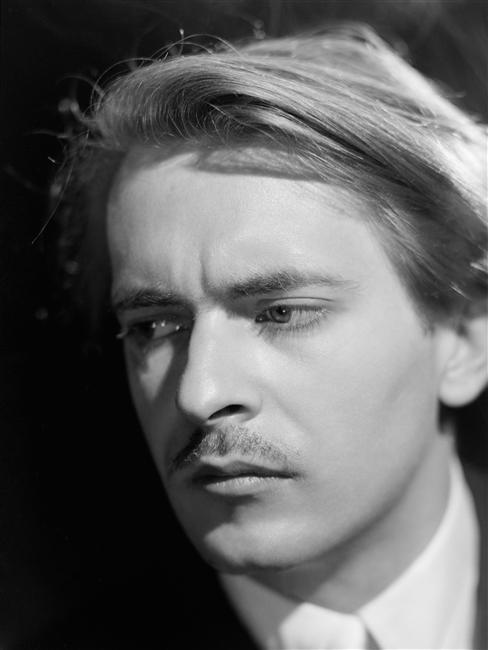
サンソン・フランソワ / 10月22日没

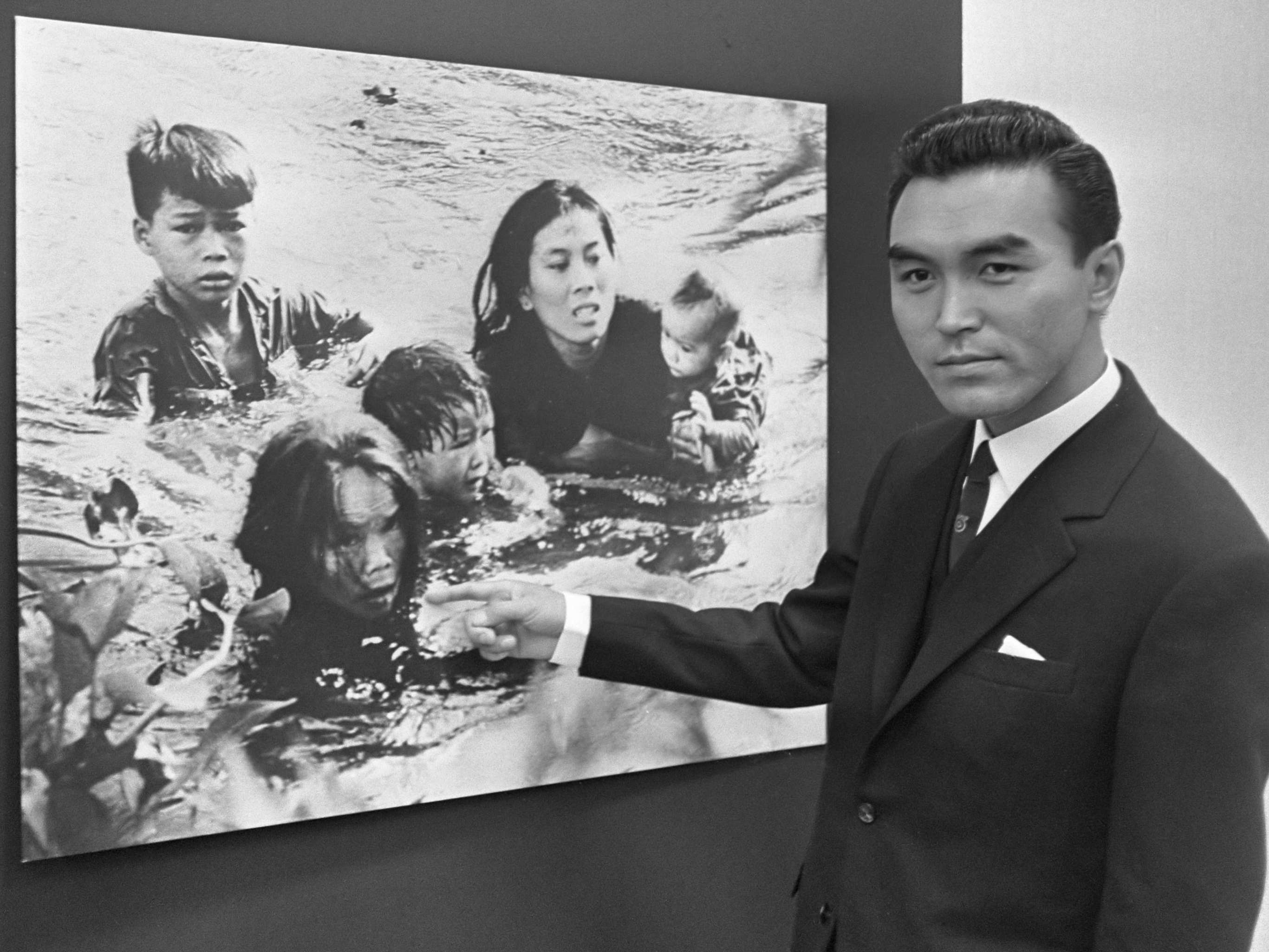
沢田教一 / 10月28日没

## （1日 - 15日）
- 10月1日 - 岸井寿郎、実業家・政治家（* 1891年）
- 10月1日 - 大川寿賀、陸軍軍人（* 1879年）
- 10月1日 - 高橋貞太郎、建築家（* 1892年）
- 10月2日 - 三上秀吉、作家（* 1893年）
- 10月3日 - 岩沢庸徳、映画監督・脚本家（* 1912年）
- 10月3日 - ヴィクトリア・アーデルハイト、カール・エドゥアルトの妃（* 1885年）
- 10月4日 - 下村冨士男、日本史学者（* 1907年）
- 10月4日 - 安士正夫、フランス文学者（* 1912年）
- 10月4日 - ジョージ・フレデリック・マッケイ、作曲家（* 1899年）
- 10月4日 - ジャニス・ジョプリン、歌手（* 1943年）
- 10月5日 - 南部敦子、陸上競技選手（* 1934年）
- 10月5日 - エンニオ・ジェレッリ、指揮者・作曲家（* 1907年）
- 10月6日 - 橘小夢、画家・イラストレーター（* 1892年）
- 10月6日 - 幸内純一、漫画家・アニメーション演出家（* 1886年）
- 10月8日 - ジャン・ジオノ、作家（* 1895年）
- 10月8日 - リュシアン・ゴルドマン、哲学者・社会学者（* 1913年）
- 10月9日 - アーザム・ジャー、ニザーム藩王国の王太子（* 1907年）
- 10月10日 - 八代斌助、キリスト教伝道者（* 1900年）
- 10月10日 - アダム・ラパツキ、政治家（* 1909年）
- 10月11日 - 平山洋三郎、農林官僚・政治家・華族（* 1900年）
- 10月11日 - 村井八郎、内務官僚・政治家・実業家（* 1886年）
- 10月11日 - 樋口季一郎、陸軍軍人（* 1888年）
- 10月12日 - 矢野目源一、詩人・作家・翻訳家（* 1896年）
- 10月13日 - 細川一、水俣病公式発見者として知られる医師（* 1901年）

## （16日 - 31日）
- 10月16日 - 坂田昌一、物理学者（* 1911年）
- 10月17日 - ヤン・スィロヴィ、チェコスロバキアの軍人・政治家（* 1888年）
- 10月17日 - クインシー・ライト、法学者（* 1890年）
- 10月19日 - ラサロ・カルデナス、元メキシコ大統領（* 1895年）
- 10月19日 - 姫岡勤、社会学者（* 1907年）
- 10月19日 - 今関天彭、漢詩人・中国研究家（* 1882年）
- 10月19日 - 北栄造、福井県知事・内務官僚（* 1901年）
- 10月20日 - 那波利貞、東洋史学者・文学博士（* 1890年）
- 10月21日 - 浅田長平、実業家・神戸製鋼所社長（* 1887年）
- 10月21日 - エドムント・ケスティング、画家・グラフィックデザイナー（* 1892年）
- 10月21日 - 厲麟似、教育者・外交官（* 1896年）
- 10月22日 - サンソン・フランソワ、ピアニスト（* 1924年）
- 10月22日 - 吉田勝太郎、第8代・第10代四日市市長（* 1883年）
- 10月23日 - 華頂博信、旧皇族・政治家・海軍軍人（* 1905年）
- 10月24日 - リチャード・ホフスタッター、政治史家（* 1916年）
- 10月24日 - 石井徳久次、実業家・政治家（* 1887年）
- 10月24日 - 間宮不二雄、実業家（* 1890年）
- 10月25日 - 耕三寺耕三、和上（* 1891年）
- 10月25日 - 北沢敬二郎、実業家（* 1889年）
- 10月26日 - 古田重二良、教育者（* 1901年）
- 10月26日 - 安藤更生、美術史家（* 1900年）
- 10月26日 - ルイス・キッド・カプラン、プロボクサー（* 1901年）
- 10月26日 - マルセル・ミンナルト、天文学者（* 1893年）
- 10月28日 - 沢田教一、報道写真家（* 1936年）
- 10月29日 - ガブリエル・ゲヴレキアン、建築家（* 1892年）
- 10月29日 - 中嶋章、電気技術者（* 1908年）
- 10月30日 - 森田たま、小説家・随筆家（* 1894年）
- 10月31日 - 山口孫一、銀行家（* 1908年）
- 10月31日 - 齋藤憲三、実業家・政治家（* 1898年）